# Folletage
 (janvier 2025).
Si vous disposez d'ouvrages ou d'articles de référence ou si vous connaissez des sites web de qualité traitant du thème abordé ici, merci de compléter l'article en donnant les références utiles à sa vérifiabilité et en les liant à la section « Notes et références ».
Le folletage est une maladie physiologique de la vigne et d'autres végétaux. Ce type d'apoplexie est dû à un déséquilibre entre la quantité d'eau absorbée par les racines et la quantité d'eau évaporée par les feuilles entraînant le dessèchement des rameaux et des feuilles.

## Causes
Le folletage peut survenir :
- lorsqu’un temps chaud et sec succède à une longue période humide
- à la suite de longues périodes de vents forts

Elle est favorisée par certaines infections comme la maladie de Pierce.

## Traitement
S'il n'y a pas de remède contre le folletage on peut essayer de le prévenir en régularisant les conditions d'humidité du milieu par un drainage.
On[Qui ?] conseille d'arracher et de remplacer les ceps gravement atteints car ils reprennent difficilement leur vigueur.